# 天主教佩萨罗总教区
天主教佩萨罗总教区是罗马天主教在意大利中部马尔凯大区设立的一个总教区，2000年升格为总教区，主教座堂设在佩萨罗。它是佩萨罗教省的中心，附属教区有天主教乌尔比诺-Urbania-Sant'Angelo in Vado总教区和天主教法诺-福松布罗内-卡利-佩尔戈拉教区。